# Ferdinand de la Serna
Pour les articles homonymes, voir Serna.
Ferdinand Pierre Gérard comte de la Serna (né le 21 mai 1894 à Fouleng, mort le 17 avril 1973 à Ixelles) est un cavalier belge de saut d'obstacles.

## Carrière militaire
Il est engagé  volontaire le 20 mai 1913, au 1er Régiment des Guides. Il est nommé  brigadier le 31 août 1913 puis lieutenant le 18 décembre 1916. Il est cité à l’Ordre du Jour, pour « en octobre et  novembre 1918, s’être distingué par son courage et son énergie au cours d’offensives qui ont permis à sa Division de Cavalerie de repousser l’ennemi de l’Yser jusqu’au canal de Gand ».
Il est récompensé de huit chevrons de front, de la croix de guerre, de la croix de l'Yser, de la médaille de la Victoire et de la Médaille commémorative de la guerre 1914-1918.

## Carrière sportive
Il participe aux Jeux olympiques de 1920 à Anvers, dans l'épreuve individuelle, où il termine cinquième avec six points de fautes.